# Epic Janom Greenway
Epic Janom Greenway is een wielerploeg die een Slowaakse licentie heeft. De ploeg bestaat sinds 2014. Epic Janom Greenway komt uit in de Continentale circuits van de UCI. Ivana Stefanikova is de manager van de ploeg. Alle renners zijn jonge Slowaken.

## Samenstellingen

### 2014
| Naam           | Geboortedatum     | Nationaliteit | Ploeg 2013 |
| -------------- | ----------------- | ------------- | ---------- |
| Jan Chalupcik  | 25 januari 1993   | Slowakije     | Neo        |
| Martin Duben   | 14 maart 1995     | Slowakije     | Neo        |
| Milan Holomek  | 11 september 1995 | Slowakije     | Neo        |
| Marian Hruška  | 16 februari 1994  | Slowakije     | Neo        |
| Juraj Kovacik  | 10 december 1994  | Slowakije     | Neo        |
| Matej Krajicek | 27 december 1994  | Slowakije     | Neo        |
| Juraj Lajcha   | 6 februari 1994   | Slowakije     | Neo        |
| Robert Malik   | 29 november 1993  | Slowakije     | Neo        |